# Devastation (Band)
Devastation ist eine US-amerikanische Thrash-Metal-Band aus Corpus Christi, Texas, die im Jahr 1986 gegründet wurde, 1991 trennte und 2008 wieder zusammenfand.

## Geschichte
Die Band wurde im Jahr 1986 gegründet. Noch im selben Jahr veröffentlichte die Band ihr erstes Demo Destined to Death. Dadurch erreichte die Band einen Vertrag bei Zombo Records und veröffentlichte bei diesem Label ihr Debütalbum Violent Termination im Jahr 1987. Im Jahr 1988 folgte das zweite Demo Contaminated, Im selben Jahr hielt die Band außerdem Auftritte, unter anderem auch mit Dark Angel. Das zweite Album Signs of Life erschien im Jahr 1988 bei Under One Flag. Im Jahr 1989 folgten weitere Auftritte mit Gruppen wie Lääz Rockit, Dead Brain Cells und Sepultura. 1990 spielte die Gruppe unter anderem mit Death. Im Jahr 1991 folgte das letzte Album Idolatry. Das Album wurde von Scott Burns im Morrisound Studio aufgenommen. Nach diversen Auftritten im Sommer zusammen mit Bands wie Malevolent Creation und Demolition Hammer löste sich die Band auf, nachdem Combat Records den Vertrag mit der Band gekündigt hatte. Im Jahr 2008 fand die Band wieder zusammen.

## Stil
Die Band spielt aggressiven Thrash Metal, der mit den Werken von Bands wie Sepultura, Slayer und Dark Angel verglichen werden kann.

## Diskografie
- 1986: Destined to Death (Demo, Eigenveröffentlichung)
- 1987: Violent Termination (Album, Zombo Records)
- 1988: Contaminated (Demo, Eigenveröffentlichung)
- 1988: Signs of Life (Album, Under One Flag)
- 1991: Idolatry (Album, Combat Records)